# Сусваль
Сусваль (укр. Сусваль; до 1952 — Могильное, до 2016 — Жовтневое) — село в Овадновской сельской общине Владимирского района Волынской области Украины.
Население по переписи 2001 года составляет 626 человек. Почтовый индекс — 44722. Телефонный код — 3342. Занимает площадь 1960 км².
Село Сусваль основано в 1570 году. До 1952 года носило название Могильное, с 1952 до 2016 годы носило название Жовтневое. 19 мая 2016 года ВРУ приняла постановление о переименовании села, изменив советское название на новое — в честь уроженца села — воина Украинской армии Петра Сусваля — военнослужащего 51-й отдельной механизированной бригады.